# Ernst Lippert
Ernst Lippert  (* 16. März 1922 in Magdeburg) ist ein deutscher Physiker und Hochschullehrer für physikalische Chemie.

## Leben und Werk
Ernst Lippert begann nach dem Abitur in Schnepfenthal ein Physikstudium in Berlin, das 1941 durch den Kriegsdienst unterbrochen wurde. Er beendete das Studium 1948 mit einer Diplomarbeit an der Universität Erlangen bei Rudolf Hilsch. Lippert wurde 1951 bei Reinhard Mecke an der Universität Freiburg mit der Arbeit Ultraspektroskopische Absorptionsmessungen über den Einfluß der Molekülstruktur auf die CH-Bindung promoviert.
Er war danach zunächst als Assistent an der Universität Stuttgart tätig und habilitierte sich dort 1956 für das Fach Physikalische Chemie. Danach hatte er an der Technischen Universität Berlin von 1965 bis 1982 einen Lehrstuhl für physikalische Chemie inne.
Sein Arbeitsgebiet umfasste insbesondere Fragen aus der Photochemie und Spektroskopie.

## Publikationen (Auswahl)
- Ultraspektroskopische Absorptionsmessungen über den Einfluss der Molekülstruktur auf die CH-Bindung. Freiburg, Dissertation vom 14. Juni 1951 OCLC 73965841
- Dipolmoment und Elektronenstruktur von angeregten Molekülen. Zeitschrift für Naturforschung A 10 (1955) Nr. 7, S. 541–545.
- Spektroskopische Bestimmung des Dipolmomentes aromatischer Verbindungen im ersten angeregten Singulettzustand. Zeitschrift für Elektrochemie, Berichte der Bunsengesellschaft für physikalische Chemie 61 (1957) Nr. 8, S. 962–975, doi:10.1002/bbpc.19570610819, onlinelibrary.wiley.com.
- mit H. Prigge: Protonenresonanzspektroskopische Untersuchungen der Kohlenstoffhybridisierung in gesättigten cyclischen Kohlenwasserstoffen, Äthern, Thioäthern und Iminen. Berichte der Bunsengesellschaft für physikalische Chemie 67 (1963) Nr. 4, S. 415–425, doi:10.1002/bbpc.19630670414.
- mit W. Schröer: Die C-H‐Acidität organischer Nitrile. Angewandte Chemie 83 (1971) Nr. 22, S. 931.
- Dynamics During Spectroscopic Transitions: Basic Concepts. Springer: Berlin 1995 OCLC 844998532.